# Imárcoain
Imárcoain (Imarkoain en euskera) es una localidad y un concejo del Valle de Elorz en la Comunidad Foral de Navarra, España, situada en la  Cuenca de Pamplona, en la Merindad de Sangüesa. Su población en 2014 fue de 361 habitantes.

## Demografía
| 1996 | 1998 | 1999 | 2000 | 2001 | 2002 | 2003 | 2004 | 2005 | 2006 | 2007 | 2008 |
| ---- | ---- | ---- | ---- | ---- | ---- | ---- | ---- | ---- | ---- | ---- | ---- |
| 148  | 149  | 151  | 146  | 144  | 155  | 162  | 168  | 167  | 172  | 181  | 261  |

## Comunicaciones
| Eskualdeko Hiri Garraioa/Transporte Urbano Comarcal |   |
| Taxi Iruñerria                                      |   |
| Zona                                                | B |
| Estaciones                                          |   |